# Wesley Hills
Wesley Hills – wieś w Stanach Zjednoczonych, w stanie Nowy Jork, w hrabstwie Rockland.